# Jaljulia
Jaljulia (arabo: جلجولية, ebraico: גַ׳לְג׳וּלְיָה), ufficialmente scritto anche Jaljulye, è un consiglio locale in Israele vicino a Kfar Saba. Nel 2022 aveva una popolazione di 10.609 abitanti.
Qui, nel 2017 è stato scoperto un rilevante sito archeologico preistorico.